# Винницкая армейская группа
Винницкая армейская группа — воинское объединение Советских Вооружённых Сил.

## 1-е формирование
26 июля 1938 года Главный Военный совет Красной Армии принял постановление преобразовать Киевский военный округ в Киевский Особый военный округ (далее КОВО), а в округе создать группы армейского типа.
26 июля 1938 года управление армейской группы формировалось на базе управления 17-го стрелкового корпуса в г. Винница. Винницкая группа являлась объединением армейского типа, состоявшим из соединений и частей стрелковых, танковых войск и войск обеспечения, учреждений и заведений, дислоцировавшиеся на территории Винницкой и Каменец-Подольской областей. Формирование управления армейской группы должно было закончиться к 1 сентября.
17-й стрелковый корпус. Управление в г. Винница. Из кадра, содержащегося по дополнительному штату № 4/870, при 17-м ск нужно было развернуть к 1 октября 1938 года в г.Винница новое управление 17-го ск по штату № 4/800 с дополнительным штатом № 4/870.
С 20 сентября и по октябрь 1938 для оказания помощи Чехословакии войска группы по директиве народного комиссара обороны Маршала Советского Союза К.Е. Ворошилова находились в боевой готовности у государственной границы СССР.
16 сентября 1939 года управление Винницкой армейской группы переименовано в управление Волочиской армейской группы, которая вошла в состав Украинского фронта.
17 сентября 1939 войска военный поход Красной Армии в Западную Украину.
24 сентября 1939 Волочиская армейская группа переименована в Восточную армейскую группу.
28 сентября 1939 Восточная армейская группа переименована в 6-ю армию.

## Полное название
Винницкая армейская группа

## Подчинение
Киевский Особый военный округ
Украинский фронт 

## Командование
- Иванов, Федор Сергеевич, командующий войсками группы, комдив (23.07.1938 — 1938).
- Ф. И. Голиков, командующий войсками группы, комкор (ноябрь 1938 — 16 сентября 1939).
- Г. Н. Захарычев, член Военного совета, бригадный комиссар, (1938 - 16.09.1939).

## Состав
На сентябрь 1938:
- 17-й стрелковый корпус с управлением корпуса в г.Винница, областной центр Винницкой области:

- 72-я стрелковая дивизия (14, 133, 187 сп);
- 96-я Винницкая стрелковая дивизия имени Я.Ф. Фабрициуса (43, 155, 209 сп);
- 97-я стрелковая дивизия.

- 4-й кавалерийский корпус:

- 9-я кавалерийская дивизия,
- 32-я кавалерийская дивизия,
- 34-я кавалерийская дивизия.

- 25-й танковый корпус:

- 4-я легкотанковая бригада,
- 5-я лёгкотанковая бригада,
- 1-я моторизованная стрелково-пулемётная бригада,

- 23-я отдельная легкотанковая бригада.
- 26-я отдельная легкотанковая бригада.
- семь авиаполков (три полка истребительной и четыре полка бомбардировочной авиации).
- Летичевский укреплённый район с управлением района в г.Летичев Винницкой области.
- Могилёв-Подольский-Ямпольский укреплённый район с управлением района в г.Могилев-Подольский Винницкой области.
- Остропольский укреплённый район № 16 с управлением района в г.Старый Острополь Каменец-Подольской области.
- Шепетовский укреплённый район № 15 с управлением района в г.Шепетовка Каменец-Подольской области.
- Изяславский укреплённый район № 17 с управлением района в г.Изяслав Каменец-Подольской области.
- Старо-Константиновский укреплённый район № 14 с управлением района в г. Старо-Константинов Каменец-Подольской области.
- Проскуровский укреплённый район № 13 с управлением района в г.Проскуров Каменец-Подольской области.
- Каменец-Подольский укреплённый район № 10 с управлением района в г.Каменец-Подольск, областной центр Каменец-Подольской области.

На 16.09.1939:
- 17-й стрелковый корпус:

- 96-я стрелковая дивизия;
- 97-я стрелковая дивизия;
- 38-я легкотанковая бригада (142 лёгких танка Т-26).

- 10-я тяжёлая танковая бригада (на вооружении средние танки Т-28 и быстроходные лёгкие танки БТ-7).
- 2-й кавалерийский корпус:

- 3-я кавалерийская дивизия,
- 5-я кавалерийская дивизия,
- 14-я кавалерийская дивизия,
- 24-я легкотанковая бригада (237 танков быстроходных лёгких танков БТ).

- Шепетовский укреплённый район № 15
- Изяславский укреплённый район № 17
- Старо-Констаниновский укреплённый район № 14
- Проскуровский укреплённый район № 13
- Каменец-Подольский укреплённый район № 10
- Могилёв-Подольский-Ямпольский укреплённый район № 12
- Остропольский укреплённый район № 16
- Летичевский укреплённый район № 3

## Боевая деятельность группы
1938 год
26 июля в Киевском Особом военном округе создана Винницкая армейская группа.
20 сентября для оказания помощи Чехословакии войска группы по директиве народного комиссара обороны К. Е. Ворошилова приводятся в боевую готовность и выводятся к государственной границе СССР. В состав группы входили: 17-й стрелковый корпус, 4-й кавалерийский корпус, 25-й танковый корпус, 23-я и 26-я отдельные легкотанковые бригады, семь авиаполков, Летичевский укреплённый район, Могилёв-Подольский-Ямпольский укреплённый район. Подготовка к боевым действиям должна была закончиться до 23 сентября.
Войска армейской группы находились в боевой готовности вблизи государственной границы СССР до октября. После захвата Германией Судетской области Чехословакии боевая готовность была отменена.
В 1938 в КОВО дополнительно было начато строительство ещё пяти укрепрайонов: Шепетовского № 15, Изяславского № 17, Староконстантиновского № 14, Остропольского № 16 и Каменец-Подольского № 10. В этом же году начались работы по дооборудованию ранее возведённых УРов.
1939 год
1 июля
Командование Красной Армии планировало провести ряд организационных мероприятий в укреплённых районах Киевского ОВО с 1 августа по 1 декабря 1939:
В приграничном Шепетовском УРе Каменец-Подольской области сформировать:
- кадр района, штат 9/820, 10 чел.
- 123-й отдельный пулемётный батальон 1-го типа, 2-х ротного состава с двумя отделениями противотанковых орудий. Батальону присваивается условный № 9910 — 323 чел.
- 124-й отдельный пулемётный батальон 1-го типа, 3-х ротного состава с двумя отделениями противотанковых орудий. Батальону присваивается условный № 9920 — 450 чел.
- 125-й отдельный пулемётный батальон 1 типа, 3-х ротного состава с двумя отделениями противотанковых орудий. Батальону присваивается условный № 9923 — 450 чел.
- 127-й, 128-й отдельные пулемётные батальоны 2-го типа, 2-х ротного состава с двумя отделениями противотанковых орудий каждый. Батальонам присваиваются условные №№: 127-му — № 9930, 128-му — № 9933 — 546 чел.
- 130-й отдельный пулемётный батальон 3-го типа, 2-х ротного состава с двумя отделениями противотанковых орудий. Батальону присваивается условный № 9940 — 241 чел.
- 130-й отдельный пулемётный батальон 3-го типа, 2-х ротного состава с двумя отделениями противотанковых орудий. Батальону присваивается условный № 9940 — 241 чел.
- 23-ю отдельную пулемётную роту 1-го типа с одним отделением противотанковых орудий. Роте присваивается условный № 7715 — 156 чел.
- автотранспортный взвод — 16 чел.
- кадр тыловых учреждений — 27 чел.
- 84-й отдельный артдивизион. Дивизиону присваивается № 9958. 290 чел.

В г. Шепетовка дислоцировалась 38-я лтбр (53, 55, 61-й отдельные танковые батальоны, 79-й отдельный учебный танковый батальон). Командир бригады комбриг Волох, Пётр Васильевич.
В приграничном Староконстантиновском Уре Каменец-Подольской области:
- Перевести в район 97-ю стрелковую дивизию из Летичевского Ура.
- Пулемётные батальоны стрелковых полков расформировать — 1247 чел.
- Сформировать:

- 79-й и 90-й артдивизины. Дивизионам присвоить условные №: 79-му условный № 9988, 90-му — 9991 — 580 чел.
- 132-й отдельный пулемётный батальон 1-го типа, 3-х ротного состава, с двумя отделениями противотанковых орудий. Батальону присвоить условный № 9963 — 450 чел.
- автотранспортный взвод — 16 чел.
- кадр тыловых учреждений.

В г. Старо-Константинов дислоцировалась 26-я легкотанковая бригада (лёгкие танки Т-26).
Командир бригады комбриг Кузьма Александрович Семенченко.
В приграничном Проскуровском УРе Каменец-Подольской области сформировать:
- дополнительный кадр управления стрелковой дивизии — 10 чел.
- 141-й отдельный пулемётный батальон 1-го типа, 2-х ротного состава, с двумя отделениями противотанковых орудий. Всего — 323 чел.
- автотранспортный взвод — 16 чел.
- кадр тылоых учреждений — 27 чел.

В г. Проскурове дислоцировалась 23-я легкотанковая бригада (быстроходные лёгкие танки БТ).
В г. Проскурове дислоцировалось управление Кавалерийской армейской группы.
В приграничном Каменец-Подольском Уре:
- Перевести из Летичевского района 39-й отдельный пулемётный батальон и обратить его на укомплектование формируемых пулемётных частей — 480 чел.
- Сформировать:

- кадр управления стрелковой дивизии — 10 чел.
- управление начальника инженеров района — 6 чел.
- 148,149,150, 201-й отдельные пулемётные батальоны 2-го типа, 3-х ротного состава, по 2 отделения противотанковых орудий в каждом. Всего — 1440 чел.
- автотранспортный взвод — 16 чел.
- кадры тыловых учреждений — 27 чел.
- 92-й и 94-й отдельные артдивизионы.

В 72-й сд скадрировать третьи стрелковые батальоны в трёх стрелковых полках, оставив вместо них кадры по 22 человека, всего 729 чел.
В приграничном Могилёв-Подольском-Ямпольском Уре Винницкой области:
- Перевести три стрелковых полка 99-й стрелковой дивизии на организацию Уровских частей — 438 чел.
- Сохранить в составе района:

- 89-й отдельный артдивизион,
- двенадцать отдельных взводов капонирной артиллерии,
- отдельную роту противохимической обороны,
- два отдельных конных взвода,
- три дополнительных кадра к отдельному пулемётному батальону,
- склад боеприпасов и управление начальников инженеров района.

- Сформировать три отдельных взвода капонирной артиллерии — 33 чел.
- Обратить 40-й отдельный пулемётный батальон на доукомплектование пулемётных батальонов 99-й сд — 479 чел.
- Перевести в Каменец-Подольский район:

- 50-й отдельный пулемётный батальон 4-х ротного состава,
- роту связи,
- сапёрную роту и обратить её их на формирование частей района.

УР второй линии — Остропольский находился между Новоград-Волынским УРом на севере и Летичевским Уром на юге, по которому проходит шоссе от г. Проскуров (ныне Хмельницкий) к г. Житомиру. В Остропольском УРе сформировать:
- управление Ура — условный № 9994, 59 чел.
- управление начальника инженеров Ура, 5 чел.
- 137-й отдельный пулемётный батальон, 1,2,3-я пулемётные роты, с двумя отделениями противотанковых орудий. Батальону иметь условный № 9996, 450 чел.
- автотранспортный взвод, 16 чел.
- кадр тыловых учреждений, 27 чел.

1 сентября началась германо-польская война.
4 сентября с разрешения СНК СССР Народный комиссар обороны СССР отдал приказ о задержке увольнения в запас отслуживших срочную службу красноармейцев и сержантов на 1 месяц и призыв на учебные сборы военнообязанных запаса в КОВО.
5 сентября в соответствии с постановлением СНК СССР № 1348—268сс от 2 сентября 1939 начался очередной призыв на действительную военную службу для войск на Дальнем Востоке и по 1 тыс. человек для каждой вновь формируемой дивизии, в том числе и в КОВО.
6 сентября около 24.00 Народный комиссар обороны СССР прислал командующему войсками КОВО командарму 1-го ранга С. К. Тимошенко директиву о проведении «Больших учебных сборов» (далее БУС) являвшихся скрытой частичной мобилизацией.
7 сентября начались мобилизационные мероприятия под названием «Большие учебные сборы» в КОВО и Винницкой армейской группе.
9 сентября ЦК ВКП(б) и СНК СССР приняли решение об увеличении тиражей армейских газет в округах, проводивших БУС, и центральных газет для распространения в армии.
В период подготовки к освободительному походу Винницкая армейская группа выделила часть войск в состав Кавалерийской армейской группы.
11 сентября КОВО выделил управление Украинского фронта и войска, входящие в него. Командующим войсками фронта назначен командарм 1-го ранга С. К. Тимошенко.
14 сентября Военному совету КОВО направлена директива Народного комиссара обороны СССР Маршала Советского Союза К. Е. Ворошилова и Начальника Генерального штаба РККА командарма 1-го ранга Б. М. Шапошникова за № 16634 «О начале наступления против Польши». В директиве поставлена задача к исходу 16 сентября скрытно сосредоточить войска и быть готовыми к решительному наступлению с целью молниеносным ударом разгромить противостоящие войска противника.
14 сентября Военному совету КОВО и Киевского пограничного округа НКВД была направлена совместная директива № 16662 Народного комиссара обороны СССР Маршала Советского Союза К. Е. Ворошилова и Народного комиссара внутренних дел Комиссара Государственной безопасности Л. П. Берия о порядке взаимодействия пограничных войск НКВД и полевых войск Красной Армии. Директива определяла срок перехода в подчинение командованию Красной Армии пограничных войск с момента перехода государственной границы для действий на территории противника.
На территории Винницкой армейской группы разворачивалась Кавалерийская армейская группа. Управление группы переместилось из г. Проскуров в г. Каменец-Подольский, областной центре Каменец-Подольской области. Командующий войсками командарм 2-го ранга Иван Владимирович Тюленев.
23-я легкотанковая бригада Винницкой армейской группы вошла в состав 5-го кавалерийского корпуса 12-й армии. На вооружении бригады были быстроходные лёгкие танки БТ. Дислоцировалась бригада в г. Проскуров Каменец-Подольской области. Командир бригады комбриг Тимофей Андреевич Мишанин.
26-я легкотанковая бригада Винницкой армейской группы вошла в состав 4-го кавалерийского корпуса 12-й армии. На вооружении бригады были лёгкие танки Т-26. Дислоцировалась бригада в г. Старо-Константинов Каменец-Подольской области. Командир бригады комбриг Кузьма Александрович Семенченко.
15 сентября войска Винницкой армейской группы Украинского фронта в основном завершили мобилизацию и сосредоточились в исходных районах у советско-польской границы.
На территорию Винницкой армейской группы в район г. Волочиск из Житомирской армейской группы прибыла 24-я легкотанковая бригада, вооружённая 237 быстроходными лёгкими танками БТ, дислоцировавшаяся в г. Новоград-Волынский Житомирской области.
На территорию Винницкой армейской группы в район г. Волочиск из Житомирской армейской группы прибывала 10-я тяжёлая танковая бригада, вооружённая средними танками Т-28, дислоцировавшаяся в г. Киев Киевской области.
На территорию Винницкой армейской группы в район г. Волочиск из Кавалерийской армейской группы прибыл 2-й кавалерийский корпус, дислоцировавшаяся в г. Житомир Житомирской области.
16 сентября управление Винницкой армейской группы переименовано в управление Волочиской армейской группы с управлением в г. Волочиск. Командующим войсками Волочиской группы назначен командующий войсками Винницкой армейской группы Голиков Ф. И.
В состав группы вошли:
- 17-й стрелковый корпус с приданными 38-й легкотанковой бригадой (с лёгкими танками Т-26) и 10-й тяжёлой танковой бригадой (к моменту начала операции к месту выступления прибыло 58 Т-28 и 20 БТ-7 — два танковых батальона и разведывательная рота, остальные находились в резерве армейской группы и прибыли позже),
- 2-й кавалерийский корпус с приданной 24-й легкотанковой бригадой (с 237 быстроходными лёгкими танками БТ),
- Старо-Константиновский и Проскуровский укреплённые районы,
- авиационные и другие специальные части.

16 сентября управление Кавалерийской армейской группы переименовано в управление Каменец-Подольской армейской группы с управлением группы в г. Каменец-Подольский, областном центре Каменец-Подольской области. Командующим войсками группы назначен командующий войсками Кавалерийской армейской группы командарм 2-го ранга И. В. Тюленев.
16 сентября Военный совет Украинского фронта директивой № А0084 поставил подчиненным войскам боевые задачи.
17 сентября начался военный поход.
24 сентября Волочиская армейская группа переименована в Восточную армейскую группу.
28 сентября Восточная армейская группа переименована в 6-ю армию.

## Люди связанные с группой
- Шишов, Фёдор Фёдорович (1901—1944) — советский военачальник, полковник. С марта по декабрь  1939 года и. д. начальника 1-го отделения 1-го отдела штаба Винницкой армейской группы войск (с сентября — 6-я армия). В её составе участвовал в походе Красной армии в Западную Украину.